# ثلاث (الجزایر)
ثلاث یک منطقهٔ مسکونی در الجزایر است که در ناحیه ثنیه واقع شده‌است. ثلاث ۲٫۷ کیلومتر مربع مساحت دارد ۵۴۰ متر بالاتر از سطح دریا واقع شده‌است.